# Демчин
Демчин (укр. Демчин) — село на Украине, основано в 1674 году, находится в Бердичевском районе Житомирской области.
Код КОАТУУ — 1820883902. Население по переписи 2001 года составляет 302 человека. Почтовый индекс — 13342. Телефонный код — 4143. Занимает площадь 1,209 км².

## Адрес местного совета
13341, Житомирская область, Бердичевский р-н, с. Мирославка, ул. Колхозная, 55